# Oecomys
Oecomys — рід гризунів з родини Хом'якові (Cricetidae). Він містить близько 17 видів, які живуть на деревах і розподілені по лісистих частинах Південної Америки, проникнувши в Панаму і Тринідад.

## Морфологія
Досягають довжини голови й тіла від 12 до 15 сантиметрів, довжини хвоста від 12 до 16 сантиметрів. Вага, як відомо, від 20 до 70 грамів. Шерсть зверху коричневого, червонувато-коричневого або чорного кольору і посипана чорним волоссям, низ білий або світло-коричневий. Хвіст волохатий. Ступні широкі й адаптовані до лазіння.